# Puss 'N Boots: Pero's Great Adventure
Puss 'N Boots: Pero's Great Adventure é um jogo eletrônico lançado em 1990 pela Electro Brain para o NES. Houve um prequel chamado apenas para o Japão, Nagagutsu o Haita Neko: Sekai Isshu 80 Nichi Dai Boken (長靴をはいた猫世界一周80日大冒険). Foi vagamente baseado no livro de Júlio Verne, A Volta ao Mundo em Oitenta Dias. Pero nome é também "Perrault" no jogo japonês. O personagem Pero, que é o mascote Toei Animation, está baseada no gato das Puss in Boots Folktale direito, por Charles Perrault. O título do jogo vem dessa história também.

## História
Conde Gruemon, um porco notórios, odiava ratos com uma paixão. Um dia, ele descobriu um rato em seu castelo. Frustrado e irado, o conde ordenou Gruemon Puss N 'Boots (Pero) para encontrar e destruir o mouse. No entanto, Pero era um gato de bom coração e se tornaram amigos com o mouse, e assim, ajudou a pequena criatura de escapar. Em um ataque de raiva, o conde Gruemon, auxiliado por Dr. Gari-Gari, um cientista diabólico lobo, enviou Pero em uma perigosa viagem no tempo ao redor do mundo e para o passado.
Pero deve localizar e derrotar Gruemon Conde e o Dr. louco Gari-gari, e utilizar a sua máquina do tempo para chegar em casa - ou ser preso no passado para sempre. Para piorar a situação, o Reino Cat enviou Killers após Pero porque ele ajudou um rato e, assim, violado a Lei Reino Gato. Pero deve viajar para terras exóticas e superar muitos perigos, mas ele pode derrotar o poder combinado do diabólico Conde Gruemon, Dr. Gari-Gari, e os Killers?

## Modos de Jogabilidade
- D-Pad: Move Pero. Pressionar patos.

- Um Botão: Saltos. Segure por um maior salto.

- Botão B: Usa arma. Causas de Down e B, Pero a saltar de bordas e tal.

- START: Pausa jogo. Na pausa você pode trocar de armas usando a esquerda ou direita.

- SELECT: Só é útil no novo jogo ou continue tela.

Tem 3 vidas no início do jogo, um
pontuação e medidor de alta pontuação (que desaparece quando o
jogo é desligado). Você também tem uma barra de vida.
Se você correr para fora da vida, a sua pontuação é reinicializada e
você está trazido para a tela de título, onde a escolha
"continue" faz com que você começar quase exatamente onde
você parou. Você tem três chances de utilizarem
continua.

## Armas
- Pistola - Dispara para a frente. Utilize este quase todo o tempo.

- Bomba - de curto alcance, bomba arqueamento baixo sorteio.

- Boomerangue - voa em um grande arco, looping em torno de uma grande porção da tela. Boomerang, o Branco, está voando você não pode usar outra até que ela acerte um inimigo ou volta para você. Um truque é pressionar START se você perder, fazendo-a retornar imediatamente para você.

## Items
- 1UP - Dá outra vida para Pero.

- Hamburguer - Restaura a vida plenamente.

- Bota - Resumidamente invencível.

- Bolsa de Dinheiro - Bom para os pontos.